# بلكانة سفلي (مقاطعة تشرداول)
بلكانة سفلي (بالفارسية: پلکانه سفلی) هي قرية تقع في قسم بيجنوند الريفي (مقاطعة تشرداول) في إيران. يقدر عدد سكانها بـ 0 نسمة بحسب إحصاء 2016.